# Ghiacciaio Dimkov
Il ghiacciaio Dimkov è un ghiacciaio lungo circa 6 km e largo 4,3, situato sull'isola Brabant, una delle isole dell'arcipelago Palmer, al largo della costa nord-occidentale della Terra di Graham, in Antartide. In particolare, il ghiacciaio, sito subito a ovest del ghiacciaio Jenner e a sud-ovest del ghiacciaio Rush, nei monti Solvay, scorre verso sud-ovest, partendo dal versante sud-occidentale del monte Ehrlich e fluendo tra il picco Sheynovo e il picco Kondolov, fino a entrare nella parte orientale della baia di Duperré, nella parte meridionale dell'isola, poco a sud di punta Humann.

## Storia
Il ghiacciaio Dimkov è stato così battezzato dalla Commissione bulgara per i toponimi antartici in onore di Petar Dimkov tra i maggiori teorici e praticanti bulgari della medicina tradizionale.